# György Szabó
György Szabó (24 aprile 1942) è un ex calciatore ungherese, di ruolo difensore.
È il recordman di presenze in Nemzeti Bajnokság I giocando 507 volte con la maglia del Tatabánya.

## Palmarès

### Club

#### Competizioni internazionali
- Coppa Mitropa: 2

Tatabánya: 1972-1973, 1973-1974